# 世界フィギュアスケート選手権
世界フィギュアスケート選手権（せかいフィギュアスケートせんしゅけん、英: ISU World Figure Skating Championships）は、国際スケート連盟 (ISU) が主管轄で行うフィギュアスケート単独の大会としては最大の大会である。男子、女子、ペア、アイスダンスの4種目が行われる。
国際スケート連盟のランキング算出ポイントでは、オリンピックと同等の高い格が与えられている。
各国の大会出場枠は最大3名（組）で、この大会の成績（3名派遣の国は上位2人、その他の場合は全出場選手の成績）で翌年の世界選手権の（翌年にオリンピックがある場合はオリンピックも）出場人数が決められる。

## 歴史
世界フィギュアスケート選手権の歴史は古いが、昔から現在のような形で行われていたわけではない。
1896年に初めて世界フィギュアスケート選手権がロシアのサンクトペテルブルクで開かれた。当初は男子の競技しか行われていなかったが、女子の出場を禁止する規定はなかったため、1902年のロンドン大会にイギリスの女子選手であるマッジ・サイアーズが「男子シングル」に出場して銀メダルを獲得した。これを契機に翌1903年から女子の出場を禁止する規定が追加されるが、1906年、女子シングルの大会が創設、初めて国際スケート連盟女子フィギュアスケート選手権（ISU championships for Ladies Figure Skating）がスイスのダボスで行われた。また1908年には国際スケート連盟ペアフィギュアスケート選手権（ISU championships for Pair Figure Skating）がサンクトペテルブルクで行われた。これら2つの大会が、世界選手権となったのは1924年のことだった。
1930年、それまで別々に開催されていた男子、女子、ペアの各世界選手権が、はじめて一緒に開催され、その開催地もアメリカのニューヨークと、はじめてヨーロッパ以外の開催地となった。その後、1940年から1946年にかけては第2次世界大戦の影響で中断され、再び1947年に、スウェーデンのストックホルムにおいて開催された。
1952年には、新たにアイスダンスを加えた大会がフランスのパリで開かれ、ほぼ現在と同じ形となった。
戦時中を除くと1961年にチェコスロバキア（現在のチェコ）のプラハで行われる予定だった大会と2020年にカナダのモントリオールで行われる予定だった大会の2度が中止となっている。1961年大会は出場予定だったアメリカ代表選手が搭乗したサベナ航空548便が墜落して全員が犠牲となる悲劇に見舞われたため、2020年大会は新型コロナウイルスのパンデミックによる影響を受けたためである。
アジア地域では、1977年に初めて日本の東京において開催された。2004-2005年シーズンからは現行のISUジャッジングシステムにより採点が行われている。

### 有力国の移り変わり
最初にフィギュアスケート競技が盛んになったのはヨーロッパである。第2次世界大戦前にヨーロッパ地域以外で開催されたのはわずかに2回のみであり、好成績は主にノルウェー・ドイツ・スウェーデン・フィンランド・オーストリアといったヨーロッパ諸国の選手が挙げていた。
戦後、シングル、ペアにおいては1947年にバーバラ・アン・スコットが女子シングルで優勝して以来北米の2国・アメリカ・カナダの活躍がめざましい。1952年に始まったアイスダンスにおいては近年では北米から多くのメダリストを輩出しており、2011年には表彰台を独占した。
1990年代後半の数年間はロシアが女子シングルを除き優勝を独占し、席捲する勢いであった。
ISUジャッジングシステムが採用された2005年以降は頻繁に優勝者が交代し、また女子シングルとペアにおいてはアジア地域の選手が世界をリードするようになっている。
アジアからの優勝者は1989年女子シングルの伊藤みどりが最初である。ペア（2002年申雪・趙宏博組が初）、男子シングル（2010年髙橋大輔が初）でも優勝者を出しているが、アイスダンスでは2018年村元哉中・クリス・リード、2023年村元・髙橋の11位が最高成績である。
アフリカ、オセアニア、南アメリカ地域からのメダリストは出ていない。

### メダル
SP/FS（RD/FD）総合成績の第1位には金メダル、2位は銀メダル、3位は銅メダルが授与されるが、ISUチャンピオンシップの試合（世界フィギュアスケート選手権、ヨーロッパフィギュアスケート選手権、四大陸フィギュアスケート選手権、世界ジュニアフィギュアスケート選手権）ではSP（RD）とFS（FD）それぞれ1位～3位の選手にも総合成績メダルを縮小したデザインのスモールメダルが授与される。
メダル材質は長らく無垢の金・銀・銅が用いられていたが、材料費高騰により2017-2018シーズンからメダルデザインを変更。サイズが大きくなり、無垢からメッキへと変更された。またメダルストラップも5色ストライプ織から青色単色に変更となった。これはスモールメダルでも同様である。

## 出場枠
各国（地域）の出場枠は、種目ごとに、前年の世界フィギュアスケート選手権での順位ポイントによって決定される。
順位ポイントは以下のように定められている。
- 予選を通過できず、ショートプログラムまたはリズムダンスに進出できなかった選手・チームは、20ポイントで計算する。
- フリースケーティングまたはフリーダンスに進出できなかった選手・チームは、18ポイントで計算する。
- フリースケーティングまたはフリーダンスに進出し、16位以下の順位の選手・チームは、16ポイントで計算する。
- フリースケーティングまたはフリーダンスに進出し、15位以上の順位の選手・チームは、順位がそのままポイントになる。

このポイントを基に、各国(地域)のその年の出場枠の数により、以下に示す基準で次の年の出場枠を決定する。なお、出場枠は最大3人（組）までに限られており、前年の世界フィギュアスケート選手権に参加しなかった場合でも、各国（地域）最低1人（組）の出場枠は確保されている。
| 出場人数（組） | 3枠になる条件                                             | 2枠になる条件                                             |
| -------------- | --------------------------------------------------------- | --------------------------------------------------------- |
| 1              | 2ポイント以下（2位以内）                                  | 10ポイント以下（10位以内）                                |
| 2              | 合計が13ポイント以下                                      | 合計が28ポイント以下                                      |
| 3              | 成績上位の2人（組）に対して 2人（組）の時の計算方法を適用 | 成績上位の2人（組）に対して 2人（組）の時の計算方法を適用 |

### 2026年
2025年世界選手権の結果を受け、2026年ミラノ・コルティナダンペッツォオリンピックおよびプラハで行われる世界選手権における複数出場枠が与えられた国（地域）は、以下の通りである。
| 国（地域）     | 男子 シングル | 女子 シングル | ペア | アイス ダンス | 合計 |
| -------------- | ------------- | ------------- | ---- | ------------- | ---- |
| アメリカ       | 3             | 3             | 3    | 3             | 12   |
| 日本           | 3             | 3             | 2    | 1             | 9    |
| カナダ         | 1             | 2             | 2    | 3             | 8    |
| イタリア       | 2             | 2             | 2    | 2             | 8    |
| フランス       | 3             | 1             | 1    | 2             | 7    |
| ジョージア     | 2             | 1             | 2    | 2             | 7    |
| カザフスタン   | 3             | 1             | 1    | 1             | 6    |
| スイス         | 2             | 2             | 1    | 1             | 6    |
| 韓国           | 2             | 2             | 1    | 1             | 6    |
| ラトビア       | 2             | 1             | 1    | 1             | 5    |
| ベルギー       | 1             | 2             | 1    | 1             | 5    |
| ドイツ         | 1             | 1             | 2    | 1             | 5    |
| オーストラリア | 1             | 1             | 2    | 1             | 5    |
| ハンガリー     | 1             | 1             | 2    | 1             | 5    |
| ウズベキスタン | 1             | 1             | 2    | 1             | 5    |
| チェコ         | 1             | 1             | 1    | 2             | 5    |
| フィンランド   | 1             | 1             | 1    | 2             | 5    |
| スペイン       | 1             | 1             | 1    | 2             | 5    |
| イギリス       | 1             | 1             | 1    | 2             | 5    |

## 競技結果

### 男子シングル
| 年        | 開催地                            | 金                                | 銀                                | 銅                                |
| --------- | --------------------------------- | --------------------------------- | --------------------------------- | --------------------------------- |
| 1896      | サンクトペテルブルク              | ギルベルト・フックス              | グスタフ・ヒューゲル              | ゲオルグ・サンデルス              |
| 1897      | ストックホルム                    | グスタフ・ヒューゲル              | ウルリッヒ・サルコウ              | ヨハン・レフスター                |
| 1898      | ロンドン                          | ヘニング・グレナンダー            | グスタフ・ヒューゲル              | ギルベルト・フックス              |
| 1899      | ダボス                            | グスタフ・ヒューゲル              | ウルリッヒ・サルコウ              | エドガー・サイアーズ              |
| 1900      | ダボス                            | グスタフ・ヒューゲル              | ウルリッヒ・サルコウ              | 他の出場者なし                    |
| 1901      | ストックホルム                    | ウルリッヒ・サルコウ              | ギルベルト・フックス              | 他の出場者なし                    |
| 1902      | ロンドン                          | ウルリッヒ・サルコウ              | マッジ・サイアーズ（女子）        | マルティン・ゴルダン              |
| 1903      | サンクトペテルブルク              | ウルリッヒ・サルコウ              | ニコライ・パニン                  | マックス・ボハチュ                |
| 1904      | ベルリン                          | ウルリッヒ・サルコウ              | ハインリヒ・ブルガー              | マルティン・ゴルダン              |
| 1905      | ストックホルム                    | ウルリッヒ・サルコウ              | マックス・ボハチュ                | ペル・トーレン                    |
| 1906      | ミュンヘン                        | ギルベルト・フックス              | ハインリヒ・ブルガー              | ブロル・メイエル                  |
| 1907      | ウィーン                          | ウルリッヒ・サルコウ              | マックス・ボハチュ                | ギルベルト・フックス              |
| 1908      | オパヴァ                          | ウルリッヒ・サルコウ              | ギルベルト・フックス              | ハインリヒ・ブルガー              |
| 1909      | ストックホルム                    | ウルリッヒ・サルコウ              | ペル・トーレン                    | エルンスト・ヘルツ                |
| 1910      | ダボス                            | ウルリッヒ・サルコウ              | ヴェルナー・リットベルガー        | センデ・アンドル                  |
| 1911      | ベルリン                          | ウルリッヒ・サルコウ              | ヴェルナー・リットベルガー        | フリッツ・カチラー                |
| 1912      | マンチェスター                    | フリッツ・カチラー                | ヴェルナー・リットベルガー        | センデ・アンドル                  |
| 1913      | ウィーン                          | フリッツ・カチラー                | ウィリー・ベックル                | センデ・アンドル                  |
| 1914      | ヘルシンキ                        | イエスタ・サンダール              | フリッツ・カチラー                | ウィリー・ベックル                |
| 1915–1921 | 第一次世界大戦により中止          | 第一次世界大戦により中止          | 第一次世界大戦により中止          | 第一次世界大戦により中止          |
| 1922      | ストックホルム                    | ギリス・グラフストローム          | フリッツ・カチラー                | ウィリー・ベックル                |
| 1923      | ウィーン                          | フリッツ・カチラー                | ウィリー・ベックル                | イエスタ・サンダール              |
| 1924      | マンチェスター                    | ギリス・グラフストローム          | ウィリー・ベックル                | エルンスト・オッパッハー          |
| 1925      | ウィーン                          | ウィリー・ベックル                | フリッツ・カチラー                | オットー・プライスゼッカー        |
| 1926      | ベルリン                          | ウィリー・ベックル                | オットー・プライスゼッカー        | ジョン・ペイジ                    |
| 1927      | ダボス                            | ウィリー・ベックル                | オットー・プライスゼッカー        | カール・シェーファー              |
| 1928      | ベルリン                          | ウィリー・ベックル                | カール・シェーファー              | フーゴー・ディストラー            |
| 1929      | ロンドン                          | ギリス・グラフストローム          | カール・シェーファー              | ルードビヒ・ブレーデ              |
| 1930      | ニューヨーク                      | カール・シェーファー              | ロガー・ターナー                  | ジョルジュ・ゴーチ                |
| 1931      | ベルリン                          | カール・シェーファー              | ロガー・ターナー                  | エルンスト・バイアー              |
| 1932      | モントリオール                    | カール・シェーファー              | モントゴメリー・ウィルソン        | エルンスト・バイアー              |
| 1933      | チューリッヒ                      | カール・シェーファー              | エルンスト・バイアー              | マルクス・ニッカネン              |
| 1934      | ストックホルム                    | カール・シェーファー              | エルンスト・バイアー              | エーリヒ・エルデス                |
| 1935      | ブダペスト                        | カール・シェーファー              | ジャック・ダン                    | パタキ・デーネシュ                |
| 1936      | パリ                              | カール・シェーファー              | グラハム・シャープ                | フェリックス・カスパー            |
| 1937      | ウィーン                          | フェリックス・カスパー            | グラハム・シャープ                | テルターク・エレメール            |
| 1938      | ベルリン                          | フェリックス・カスパー            | グラハム・シャープ                | ヘルベルト・アルヴァルト          |
| 1939      | ブダペスト                        | グラハム・シャープ                | フレデリック・トムリンズ          | ホルスト・ファーバー              |
| 1940–1946 | 第二次世界大戦により中止          | 第二次世界大戦により中止          | 第二次世界大戦により中止          | 第二次世界大戦により中止          |
| 1947      | ストックホルム                    | ハンス・ゲルシュビラー            | ディック・バトン                  | アーサー・アフェル                |
| 1948      | ダボス                            | ディック・バトン                  | ハンス・ゲルシュビラー            | キラーイ・エデ                    |
| 1949      | パリ                              | ディック・バトン                  | キラーイ・エデ                    | エディ・ラダ                      |
| 1950      | ロンドン                          | ディック・バトン                  | キラーイ・エデ                    | ヘイス・アラン・ジェンキンス      |
| 1951      | ミラノ                            | ディック・バトン                  | ジェームズ・グローガン            | ヘルムート・ザイブト              |
| 1952      | パリ                              | ディック・バトン                  | ジェームズ・グローガン            | ヘイス・アラン・ジェンキンス      |
| 1953      | ダボス                            | ヘイス・アラン・ジェンキンス      | ジェームズ・グローガン            | カルロ・ファッシ                  |
| 1954      | オスロ                            | ヘイス・アラン・ジェンキンス      | ジェームズ・グローガン            | アラン・ジレッティ                |
| 1955      | ウィーン                          | ヘイス・アラン・ジェンキンス      | ロナルド・ロバートソン            | デヴィッド・ジェンキンス          |
| 1956      | ガルミッシュ＝パルテンキルヒェン  | ヘイス・アラン・ジェンキンス      | ロナルド・ロバートソン            | デヴィッド・ジェンキンス          |
| 1957      | コロラドスプリングス              | デヴィッド・ジェンキンス          | ティモシー・ブラウン              | チャールズ・スネーリング          |
| 1958      | パリ                              | デヴィッド・ジェンキンス          | ティモシー・ブラウン              | アラン・ジレッティ                |
| 1959      | コロラドスプリングス              | デヴィッド・ジェンキンス          | ドナルド・ジャクソン              | ティモシー・ブラウン              |
| 1960      | バンクーバー                      | アラン・ジレッティ                | ドナルド・ジャクソン              | アラン・カルマ                    |
| 1961      | サベナ航空548便墜落事故により中止 | サベナ航空548便墜落事故により中止 | サベナ航空548便墜落事故により中止 | サベナ航空548便墜落事故により中止 |
| 1962      | プラハ                            | ドナルド・ジャクソン              | カロル・ディビン                  | アラン・カルマ                    |
| 1963      | コルティーナ・ダンペッツォ        | ドナルド・マクファーソン          | アラン・カルマ                    | マンフレート・シュネルドルファー  |
| 1964      | ドルトムント                      | マンフレート・シュネルドルファー  | アラン・カルマ                    | カロル・ディビン                  |
| 1965      | コロラドスプリングス              | アラン・カルマ                    | スコット・アレン                  | ドナルド・ナイト                  |
| 1966      | ダボス                            | エメリッヒ・ダンツァー            | ヴォルフガング・シュヴァルツ      | ガリー・ビスコンティ              |
| 1967      | ウィーン                          | エメリッヒ・ダンツァー            | ヴォルフガング・シュヴァルツ      | ガリー・ビスコンティ              |
| 1968      | ジュネーヴ                        | エメリッヒ・ダンツァー            | ティモシー・ウッド                | パトリック・ペラ                  |
| 1969      | コロラドスプリングス              | ティモシー・ウッド                | オンドレイ・ネペラ                | パトリック・ペラ                  |
| 1970      | リュブリャナ                      | ティモシー・ウッド                | オンドレイ・ネペラ                | ギュンター・ツェラー              |
| 1971      | リヨン                            | オンドレイ・ネペラ                | パトリック・ペラ                  | セルゲイ・チェトベルヒン          |
| 1972      | カルガリー                        | オンドレイ・ネペラ                | セルゲイ・チェトベルヒン          | ウラジミール・コバリョフ          |
| 1973      | ブラチスラヴァ                    | オンドレイ・ネペラ                | セルゲイ・チェトベルヒン          | ヤン・ホフマン                    |
| 1974      | ミュンヘン                        | ヤン・ホフマン                    | セルゲイ・ボルコフ                | トーラー・クランストン            |
| 1975      | コロラドスプリングス              | セルゲイ・ボルコフ                | ウラジミール・コバリョフ          | ジョン・カリー                    |
| 1976      | ヨーテボリ                        | ジョン・カリー                    | ウラジミール・コバリョフ          | ヤン・ホフマン                    |
| 1977      | 東京                              | ウラジミール・コバリョフ          | ヤン・ホフマン                    | 佐野稔                            |
| 1978      | オタワ                            | チャールズ・ティックナー          | ヤン・ホフマン                    | ロビン・カズンズ                  |
| 1979      | ウィーン                          | ウラジミール・コバリョフ          | ロビン・カズンズ                  | ヤン・ホフマン                    |
| 1980      | ドルトムント                      | ヤン・ホフマン                    | ロビン・カズンズ                  | チャールズ・ティックナー          |
| 1981      | ハートフォード                    | スコット・ハミルトン              | デヴィッド・サンティ              | イゴール・ボブリン                |
| 1982      | コペンハーゲン                    | スコット・ハミルトン              | ノルベルト・シュラム              | ブライアン・ポッカー              |
| 1983      | ヘルシンキ                        | スコット・ハミルトン              | ノルベルト・シュラム              | ブライアン・オーサー              |
| 1984      | オタワ                            | スコット・ハミルトン              | ブライアン・オーサー              | アレクサンドル・ファデーエフ      |
| 1985      | 東京                              | アレクサンドル・ファデーエフ      | ブライアン・オーサー              | ブライアン・ボイタノ              |
| 1986      | ジュネーヴ                        | ブライアン・ボイタノ              | ブライアン・オーサー              | アレクサンドル・ファデーエフ      |
| 1987      | シンシナティ                      | ブライアン・オーサー              | ブライアン・ボイタノ              | アレクサンドル・ファデーエフ      |
| 1988      | ブダペスト                        | ブライアン・ボイタノ              | ブライアン・オーサー              | ヴィクトール・ペトレンコ          |
| 1989      | パリ                              | カート・ブラウニング              | クリストファー・ボウマン          | グジェゴシュ・フィリポフスキ      |
| 1990      | ハリファックス                    | カート・ブラウニング              | ヴィクトール・ペトレンコ          | クリストファー・ボウマン          |
| 1991      | ミュンヘン                        | カート・ブラウニング              | ヴィクトール・ペトレンコ          | トッド・エルドリッジ              |
| 1992      | オークランド                      | ヴィクトール・ペトレンコ          | カート・ブラウニング              | エルビス・ストイコ                |
| 1993      | プラハ                            | カート・ブラウニング              | エルビス・ストイコ                | アレクセイ・ウルマノフ            |
| 1994      | 千葉                              | エルビス・ストイコ                | フィリップ・キャンデロロ          | ヴィアチェスラフ・ザゴロドニュク  |
| 1995      | バーミンガム                      | エルビス・ストイコ                | トッド・エルドリッジ              | フィリップ・キャンデロロ          |
| 1996      | エドモントン                      | トッド・エルドリッジ              | イリヤ・クーリック                | ルディ・ガリンド                  |
| 1997      | ローザンヌ                        | エルビス・ストイコ                | トッド・エルドリッジ              | アレクセイ・ヤグディン            |
| 1998      | ミネアポリス                      | アレクセイ・ヤグディン            | トッド・エルドリッジ              | エフゲニー・プルシェンコ          |
| 1999      | ヘルシンキ                        | アレクセイ・ヤグディン            | エフゲニー・プルシェンコ          | マイケル・ワイス                  |
| 2000      | ニース                            | アレクセイ・ヤグディン            | エルビス・ストイコ                | マイケル・ワイス                  |
| 2001      | バンクーバー                      | エフゲニー・プルシェンコ          | アレクセイ・ヤグディン            | トッド・エルドリッジ              |
| 2002      | 長野                              | アレクセイ・ヤグディン            | ティモシー・ゲーブル              | 本田武史                          |
| 2003      | ワシントンD.C.                    | エフゲニー・プルシェンコ          | ティモシー・ゲーブル              | 本田武史                          |
| 2004      | ドルトムント                      | エフゲニー・プルシェンコ          | ブライアン・ジュベール            | シュテファン・リンデマン          |
| 2005      | モスクワ                          | ステファン・ランビエール          | ジェフリー・バトル                | エヴァン・ライサチェク            |
| 2006      | カルガリー                        | ステファン・ランビエール          | ブライアン・ジュベール            | エヴァン・ライサチェク            |
| 2007      | 東京                              | ブライアン・ジュベール            | 髙橋大輔                          | ステファン・ランビエール          |
| 2008      | ヨーテボリ                        | ジェフリー・バトル                | ブライアン・ジュベール            | ジョニー・ウィアー                |
| 2009      | ロサンゼルス                      | エヴァン・ライサチェク            | パトリック・チャン                | ブライアン・ジュベール            |
| 2010      | トリノ                            | 髙橋大輔                          | パトリック・チャン                | ブライアン・ジュベール            |
| 2011      | モスクワ                          | パトリック・チャン                | 小塚崇彦                          | アルトゥール・ガチンスキー        |
| 2012      | ニース                            | パトリック・チャン                | 髙橋大輔                          | 羽生結弦                          |
| 2013      | ロンドン                          | パトリック・チャン                | デニス・テン                      | ハビエル・フェルナンデス          |
| 2014      | さいたま                          | 羽生結弦                          | 町田樹                            | ハビエル・フェルナンデス          |
| 2015      | 上海                              | ハビエル・フェルナンデス          | 羽生結弦                          | デニス・テン                      |
| 2016      | ボストン                          | ハビエル・フェルナンデス          | 羽生結弦                          | 金博洋                            |
| 2017      | ヘルシンキ                        | 羽生結弦                          | 宇野昌磨                          | 金博洋                            |
| 2018      | ミラノ                            | ネイサン・チェン                  | 宇野昌磨                          | ミハイル・コリヤダ                |
| 2019      | さいたま                          | ネイサン・チェン                  | 羽生結弦                          | ヴィンセント・ジョウ              |
| 2020      | COVID-19の世界的大流行により中止  | COVID-19の世界的大流行により中止  | COVID-19の世界的大流行により中止  | COVID-19の世界的大流行により中止  |
| 2021      | ストックホルム                    | ネイサン・チェン                  | 鍵山優真                          | 羽生結弦                          |
| 2022      | モンペリエ                        | 宇野昌磨                          | 鍵山優真                          | ヴィンセント・ジョウ              |
| 2023      | さいたま                          | 宇野昌磨                          | チャ・ジュンファン                | イリア・マリニン                  |
| 2024      | モントリオール                    | イリア・マリニン                  | 鍵山優真                          | アダム・シャオ・イム・ファ        |
| 2025      | ボストン                          | イリア・マリニン                  | ミハイル・シャイドロフ            | 鍵山優真                          |
| 2026      | プラハ                            | —                                 | —                                 | —                                 |

### 女子シングル
| 年        | 開催地                            | 金                                   | 銀                                   | 銅                                       |
| --------- | --------------------------------- | ------------------------------------ | ------------------------------------ | ---------------------------------------- |
| 1906      | ダボス                            | マッジ・サイアーズ                   | イェニー・ヘルツ                     | クロンベルガー・リリー                   |
| 1907      | ウィーン                          | マッジ・サイアーズ                   | イェニー・ヘルツ                     | クロンベルガー・リリー                   |
| 1908      | オパヴァ                          | クロンベルガー・リリー               | エルザ・レントシュミット             | 他の出場者なし                           |
| 1909      | ブダペスト                        | クロンベルガー・リリー               | 他の出場者なし                       | 他の出場者なし                           |
| 1910      | ダボス                            | クロンベルガー・リリー               | エルザ・レントシュミット             | 他の出場者なし                           |
| 1911      | ウィーン                          | クロンベルガー・リリー               | メーライ＝ホルヴァート・ジョーフィア | ルドビカ・ヤコブソン                     |
| 1912      | ダボス                            | メーライ＝ホルヴァート・ジョーフィア | ドロシー・グリーンハウ＝スミス       | フィリス・ジョンソン                     |
| 1913      | ストックホルム                    | メーライ＝ホルヴァート・ジョーフィア | フィリス・ジョンソン                 | スベア・ノーレン                         |
| 1914      | サンモリッツ                      | メーライ＝ホルヴァート・ジョーフィア | アンゲラ・ハンカ                     | フィリス・ジョンソン                     |
| 1915–1921 | 第一次世界大戦により中止          | 第一次世界大戦により中止             | 第一次世界大戦により中止             | 第一次世界大戦により中止                 |
| 1922      | ダボス                            | ヘルマ・サボー                       | スベア・ノーレン                     | マルゴット・モー                         |
| 1923      | ウィーン                          | ヘルマ・サボー                       | ギゼラ・ライヒマン                   | スベア・ノーレン                         |
| 1924      | オスロ                            | ヘルマ・サボー                       | エレン・ブロックヘフト               | ベアトリクス・ローラン                   |
| 1925      | ダボス                            | ヘルマ・サボー                       | エレン・ブロックヘフト               | エリザベート・ベッケル                   |
| 1926      | ストックホルム                    | ヘルマ・サボー                       | ソニア・ヘニー                       | キャスリーン・ショー                     |
| 1927      | オスロ                            | ソニア・ヘニー                       | ヘルマ・サボー                       | カレン・シメンセン                       |
| 1928      | ロンドン                          | ソニア・ヘニー                       | マリベル・ビンソン                   | フリーツィ・ブルガー                     |
| 1929      | ブダペスト                        | ソニア・ヘニー                       | フリーツィ・ブルガー                 | メリタ・ブルナー                         |
| 1930      | ニューヨーク                      | ソニア・ヘニー                       | セシル・スミス                       | マリベル・ビンソン                       |
| 1931      | ベルリン                          | ソニア・ヘニー                       | ヒルデ・ホロフスキー                 | フリーツィ・ブルガー                     |
| 1932      | モントリオール                    | ソニア・ヘニー                       | フリーツィ・ブルガー                 | コンスタンス・ウィルソン                 |
| 1933      | ストックホルム                    | ソニア・ヘニー                       | ビビ＝アンネ・フルテン               | ヒルデ・ホロフスキー                     |
| 1934      | オスロ                            | ソニア・ヘニー                       | メーガン・テイラー                   | リゼロッテ・ランドベック                 |
| 1935      | ウィーン                          | ソニア・ヘニー                       | セシリア・カレッジ                   | ビビ＝アンネ・フルテン                   |
| 1936      | パリ                              | ソニア・ヘニー                       | メーガン・テイラー                   | ビビ＝アンネ・フルテン                   |
| 1937      | ロンドン                          | セシリア・カレッジ                   | メーガン・テイラー                   | ビビ＝アンネ・フルテン                   |
| 1938      | ストックホルム                    | メーガン・テイラー                   | セシリア・カレッジ                   | ヘディ・シュテヌフ                       |
| 1939      | プラハ                            | メーガン・テイラー                   | ヘディ・シュテヌフ                   | ダフネ・ウォーカー                       |
| 1940–1946 | 第二次世界大戦により中止          | 第二次世界大戦により中止             | 第二次世界大戦により中止             | 第二次世界大戦により中止                 |
| 1947      | ストックホルム                    | バーバラ・アン・スコット             | ダフネ・ウォーカー                   | グレッチェン・メリル                     |
| 1948      | ダボス                            | バーバラ・アン・スコット             | エバ・パブリック                     | イジーナ・ネコロワ                       |
| 1949      | パリ                              | アリーナ・フルザーノワ               | イボンヌ・シャーマン                 | ジャネット・アルウェッグ                 |
| 1950      | ロンドン                          | アリーナ・フルザーノワ               | ジャネット・アルウェッグ             | イボンヌ・シャーマン                     |
| 1951      | ミラノ                            | ジャネット・アルウェッグ             | ジャクリーヌ・デュ・ビエフ           | ソニア・クロッパー                       |
| 1952      | パリ                              | ジャクリーヌ・デュ・ビエフ           | ソニア・クロッパー                   | ヴァージニア・バクスター                 |
| 1953      | ダボス                            | テンリー・オルブライト               | ガンディ・ブッシュ                   | ヴァルダ・オズボーン                     |
| 1954      | オスロ                            | ガンディ・ブッシュ                   | テンリー・オルブライト               | エリカ・バチェラー                       |
| 1955      | ウィーン                          | テンリー・オルブライト               | キャロル・ヘイス                     | ハンナ・アイゲル                         |
| 1956      | ガルミッシュ＝パルテンキルヒェン  | キャロル・ヘイス                     | テンリー・オルブライト               | イングリート・ヴェンドル                 |
| 1957      | コロラドスプリングス              | キャロル・ヘイス                     | ハンナ・アイゲル                     | イングリート・ヴェンドル                 |
| 1958      | パリ                              | キャロル・ヘイス                     | イングリート・ヴェンドル             | ハンナ・ヴァルター                       |
| 1959      | コロラドスプリングス              | キャロル・ヘイス                     | ハンナ・ヴァルター                   | ショーケ・ディクストラ                   |
| 1960      | バンクーバー                      | キャロル・ヘイス                     | ショーケ・ディクストラ               | バーバラ・ロールズ                       |
| 1961      | サベナ航空548便墜落事故により中止 | サベナ航空548便墜落事故により中止    | サベナ航空548便墜落事故により中止    | サベナ航空548便墜落事故により中止        |
| 1962      | プラハ                            | ショーケ・ディクストラ               | ウェンディ・グライナー               | レギーネ・ハイツァー                     |
| 1963      | コルティーナ・ダンペッツォ        | ショーケ・ディクストラ               | レギーネ・ハイツァー                 | ニコル・アスレ                           |
| 1964      | ドルトムント                      | ショーケ・ディクストラ               | レギーネ・ハイツァー                 | ペトラ・ブルカ                           |
| 1965      | コロラドスプリングス              | ペトラ・ブルカ                       | レギーネ・ハイツァー                 | ペギー・フレミング                       |
| 1966      | ダボス                            | ペギー・フレミング                   | ガブリエル・ザイフェルト             | ペトラ・ブルカ                           |
| 1967      | ウィーン                          | ペギー・フレミング                   | ガブリエル・ザイフェルト             | ハナ・マシュコヴァー                     |
| 1968      | ジュネーヴ                        | ペギー・フレミング                   | ガブリエル・ザイフェルト             | ハナ・マシュコヴァー                     |
| 1969      | コロラドスプリングス              | ガブリエル・ザイフェルト             | ベアトリクス・シューバ               | アルマーシ・ジュジャ                     |
| 1970      | リュブリャナ                      | ガブリエル・ザイフェルト             | ベアトリクス・シューバ               | ジュリー・ホームズ                       |
| 1971      | リヨン                            | ベアトリクス・シューバ               | ジュリー・ホームズ                   | カレン・マグヌセン                       |
| 1972      | カルガリー                        | ベアトリクス・シューバ               | カレン・マグヌセン                   | ジャネット・リン                         |
| 1973      | ブラチスラヴァ                    | カレン・マグヌセン                   | ジャネット・リン                     | クリスティーネ・エラート                 |
| 1974      | ミュンヘン                        | クリスティーネ・エラート             | ドロシー・ハミル                     | ディアンネ・デ・レーブ                   |
| 1975      | コロラドスプリングス              | ディアンネ・デ・レーブ               | ドロシー・ハミル                     | クリスティーネ・エラート                 |
| 1976      | イエテボリ                        | ドロシー・ハミル                     | クリスティーネ・エラート             | ディアンネ・デ・レーブ                   |
| 1977      | 東京                              | リンダ・フラチアニ                   | アネット・ペッチ                     | ダグマル・ルルツ                         |
| 1978      | オタワ                            | アネット・ペッチ                     | リンダ・フラチアニ                   | スザンナ・ドリアーノ                     |
| 1979      | ウィーン                          | リンダ・フラチアニ                   | アネット・ペッチ                     | 渡部絵美                                 |
| 1980      | ドルトムント                      | アネット・ペッチ                     | ダグマル・ルルツ                     | リンダ・フラチアニ                       |
| 1981      | ハートフォード                    | デニス・ビールマン                   | エレイン・ザヤック                   | クラウディア・クリストフィクス＝ビンダー |
| 1982      | コペンハーゲン                    | エレイン・ザヤック                   | カタリナ・ヴィット                   | クラウディア・クリストフィクス＝ビンダー |
| 1983      | ヘルシンキ                        | ロザリン・サムナーズ                 | クラウディア・ライストナー           | エレーナ・ボドレゾワ                     |
| 1984      | オタワ                            | カタリナ・ヴィット                   | アンナ・コンドラショワ               | エレイン・ザヤック                       |
| 1985      | 東京                              | カタリナ・ヴィット                   | キラ・イワノワ                       | ティファニー・チン                       |
| 1986      | ジュネーヴ                        | デビ・トーマス                       | カタリナ・ヴィット                   | ティファニー・チン                       |
| 1987      | シンシナティ                      | カタリナ・ヴィット                   | デビ・トーマス                       | カリン・カダヴィ                         |
| 1988      | ブダペスト                        | カタリナ・ヴィット                   | エリザベス・マンリー                 | デビ・トーマス                           |
| 1989      | パリ                              | 伊藤みどり                           | クラウディア・ライストナー           | ジル・トレナリー                         |
| 1990      | ハリファックス                    | ジル・トレナリー                     | 伊藤みどり                           | ホリー・クック                           |
| 1991      | ミュンヘン                        | クリスティー・ヤマグチ               | トーニャ・ハーディング               | ナンシー・ケリガン                       |
| 1992      | オークランド                      | クリスティー・ヤマグチ               | ナンシー・ケリガン                   | 陳露                                     |
| 1993      | プラハ                            | オクサナ・バイウル                   | スルヤ・ボナリー                     | 陳露                                     |
| 1994      | 千葉                              | 佐藤有香                             | スルヤ・ボナリー                     | タニヤ・シェフチェンコ                   |
| 1995      | バーミンガム                      | 陳露                                 | スルヤ・ボナリー                     | ニコール・ボベック                       |
| 1996      | エドモントン                      | ミシェル・クワン                     | 陳露                                 | イリーナ・スルツカヤ                     |
| 1997      | ローザンヌ                        | タラ・リピンスキー                   | ミシェル・クワン                     | ヴァネッサ・グスメロリ                   |
| 1998      | ミネアポリス                      | ミシェル・クワン                     | イリーナ・スルツカヤ                 | マリア・ブッテルスカヤ                   |
| 1999      | ヘルシンキ                        | マリア・ブッテルスカヤ               | ミシェル・クワン                     | ユリア・ソルダトワ                       |
| 2000      | ニース                            | ミシェル・クワン                     | イリーナ・スルツカヤ                 | マリア・ブッテルスカヤ                   |
| 2001      | バンクーバー                      | ミシェル・クワン                     | イリーナ・スルツカヤ                 | サラ・ヒューズ                           |
| 2002      | 長野                              | イリーナ・スルツカヤ                 | ミシェル・クワン                     | 村主章枝                                 |
| 2003      | ワシントンD.C.                    | ミシェル・クワン                     | エレーナ・ソコロワ                   | 村主章枝                                 |
| 2004      | ドルトムント                      | 荒川静香                             | サーシャ・コーエン                   | ミシェル・クワン                         |
| 2005      | モスクワ                          | イリーナ・スルツカヤ                 | サーシャ・コーエン                   | カロリーナ・コストナー                   |
| 2006      | カルガリー                        | キミー・マイズナー                   | 村主章枝                             | サーシャ・コーエン                       |
| 2007      | 東京                              | 安藤美姫                             | 浅田真央                             | キム・ヨナ                               |
| 2008      | イエテボリ                        | 浅田真央                             | カロリーナ・コストナー               | キム・ヨナ                               |
| 2009      | ロサンゼルス                      | キム・ヨナ                           | ジョアニー・ロシェット               | 安藤美姫                                 |
| 2010      | トリノ                            | 浅田真央                             | キム・ヨナ                           | ラウラ・レピスト                         |
| 2011      | モスクワ                          | 安藤美姫                             | キム・ヨナ                           | カロリーナ・コストナー                   |
| 2012      | ニース                            | カロリーナ・コストナー               | アリョーナ・レオノワ                 | 鈴木明子                                 |
| 2013      | ロンドン                          | キム・ヨナ                           | カロリーナ・コストナー               | 浅田真央                                 |
| 2014      | さいたま                          | 浅田真央                             | ユリア・リプニツカヤ                 | カロリーナ・コストナー                   |
| 2015      | 上海                              | エリザベータ・トゥクタミシェワ       | 宮原知子                             | エレーナ・ラジオノワ                     |
| 2016      | ボストン                          | エフゲニア・メドベージェワ           | アシュリー・ワグナー                 | アンナ・ポゴリラヤ                       |
| 2017      | ヘルシンキ                        | エフゲニア・メドベージェワ           | ケイトリン・オズモンド               | ガブリエル・デールマン                   |
| 2018      | ミラノ                            | ケイトリン・オズモンド               | 樋口新葉                             | 宮原知子                                 |
| 2019      | さいたま                          | アリーナ・ザギトワ                   | エリザヴェート・トゥルシンバエワ     | エフゲニア・メドベージェワ               |
| 2020      | COVID-19の世界的大流行により中止  | COVID-19の世界的大流行により中止     | COVID-19の世界的大流行により中止     | COVID-19の世界的大流行により中止         |
| 2021      | ストックホルム                    | FSR アンナ・シェルバコワ             | FSR エリザベータ・トゥクタミシェワ   | FSR アレクサンドラ・トゥルソワ           |
| 2022      | モンペリエ                        | 坂本花織                             | ルナ・ヘンドリックス                 | アリサ・リュウ                           |
| 2023      | さいたま                          | 坂本花織                             | イ・ヘイン                           | ルナ・ヘンドリックス                     |
| 2024      | モントリオール                    | 坂本花織                             | イザボー・レヴィト                   | キム・チェヨン                           |
| 2025      | ボストン                          | アリサ・リュウ                       | 坂本花織                             | 千葉百音                                 |
| 2026      | プラハ                            | —                                    | —                                    | —                                        |

### ペア
| 年        | 開催地                            | 金                                                        | 銀                                                      | 銅                                                            |
| --------- | --------------------------------- | --------------------------------------------------------- | ------------------------------------------------------- | ------------------------------------------------------------- |
| 1908      | サンクトペテルブルク              | アンナ・ヒュブラー and ハインリヒ・ブルガー               | フィリス・ジョンソン and ジェームズ・ジョンソン         | A. L. フィッシャー and L. P. ポポヴァ                         |
| 1909      | ストックホルム                    | フィリス・ジョンソン and ジェームズ・ジョンソン           | ヴァルボリ・リンダール and ニルス・ロセニウス           | イェートルド・ストレム and リカルト・ヨハンソン               |
| 1910      | ベルリン                          | アンナ・ヒュブラー and ハインリヒ・ブルガー               | ルドビカ・ヤコブソン and ウォルター・ヤコブソン         | フィリス・ジョンソン and ジェームズ・ジョンソン               |
| 1911      | ウィーン                          | ルドビカ・ヤコブソン and ウォルター・ヤコブソン           | 他の出場者なし                                          | 他の出場者なし                                                |
| 1912      | マンチェスター                    | フィリス・ジョンソン and ジェームズ・ジョンソン           | ルドビカ・ヤコブソン and ウォルター・ヤコブソン         | アレクシア・ブリン and イングバル・ブリン                     |
| 1913      | ストックホルム                    | ヘレーネ・エンゲルマン and カール・メストリク             | ルドビカ・ヤコブソン and ウォルター・ヤコブソン         | クリスタ・フォン・サボー and レオ・ホルヴィッツ               |
| 1914      | サンモリッツ                      | ルドビカ・ヤコブソン and ウォルター・ヤコブソン           | ヘレーネ・エンゲルマン and カール・メストリク           | クリスタ・フォン・サボー and レオ・ホルヴィッツ               |
| 1915–1921 | 第一次世界大戦により中止          | 第一次世界大戦により中止                                  | 第一次世界大戦により中止                                | 第一次世界大戦により中止                                      |
| 1922      | ダボス                            | ヘレーネ・エンゲルマン and アルフレート・ベルガー         | ルドビカ・ヤコブソン and ウォルター・ヤコブソン         | マルガレート・メッツナー and パウル・メッツナー               |
| 1923      | オスロ                            | ルドビカ・ヤコブソン and ウォルター・ヤコブソン           | アレクシア・ブリン and イングバル・ブリン               | エルナ・ヘンリクソン and カイ・アフ・エクストレーム           |
| 1924      | マンチェスター                    | ヘレーネ・エンゲルマン and アルフレート・ベルガー         | エセル・ミューケルト and ジョン・ペイジ                 | エルナ・ヘンリクソン and カイ・アフ・エクストレーム           |
| 1925      | ウィーン                          | ヘルマ・サボー and ルードビヒ・ブレーデ                   | アンドレ・ブリュネ and ピエール・ブリュネ               | リリー・ショルツ and オットー・カイザー                       |
| 1926      | ベルリン                          | アンドレ・ブリュネ and ピエール・ブリュネ                 | リリー・ショルツ and オットー・カイザー                 | ヘルマ・サボー and ルードビヒ・ブレーデ                       |
| 1927      | ウィーン                          | ヘルマ・サボー and ルードビヒ・ブレーデ                   | リリー・ショルツ and オットー・カイザー                 | エルゼ・ホッペ and オスカル・ホッペ                           |
| 1928      | ロンドン                          | アンドレ・ブリュネ and ピエール・ブリュネ                 | リリー・ショルツ and オットー・カイザー                 | メリタ・ブルナー and ルードビヒ・ブレーデ                     |
| 1929      | ブダペスト                        | リリー・ショルツ and オットー・カイザー                   | メリタ・ブルナー and ルードビヒ・ブレーデ               | オルゴニシュタ・オルガ and サライ・シャーンドル               |
| 1930      | ニューヨーク                      | アンドレ・ブリュネ and ピエール・ブリュネ                 | メリタ・ブルナー and ルードビヒ・ブレーデ               | ベアトリクス・ローラン and シャーウィン・バジャー             |
| 1931      | ベルリン                          | ロッテル・エミーリア and ソラーシュ・ラースロー           | オルゴニシュタ・オルガ and サライ・シャーンドル         | イディ・パペツ and カール・ツヴァック                         |
| 1932      | モントリオール                    | アンドレ・ブリュネ and ピエール・ブリュネ                 | ロッテル・エミーリア and ソラーシュ・ラースロー         | ベアトリクス・ローラン and シャーウィン・バジャー             |
| 1933      | ストックホルム                    | ロッテル・エミーリア and ソラーシュ・ラースロー           | イディ・パペツ and カール・ツヴァック                   | ラニ・バッケ＝イェルトセン and クリステン・クリステンセン     |
| 1934      | ヘルシンキ                        | ロッテル・エミーリア and ソラーシュ・ラースロー           | イディ・パペツ and カール・ツヴァック                   | マキシ・ヘルバー and エルンスト・バイアー                     |
| 1935      | ブダペスト                        | ロッテル・エミーリア and ソラーシュ・ラースロー           | イルゼ・パウージン and エーリヒ・パウージン             | ガッロー・ルツィ and ディリンゲル・レジェー                   |
| 1936      | パリ                              | マキシ・ヘルバー and エルンスト・バイアー                 | イルゼ・パウージン and エーリヒ・パウージン             | ヴァイオレット・クリフ and レスリー・クリフ                   |
| 1937      | ウィーン                          | マキシ・ヘルバー and エルンスト・バイアー                 | イルゼ・パウージン and エーリヒ・パウージン             | ヴァイオレット・クリフ and レスリー・クリフ                   |
| 1938      | ベルリン                          | マキシ・ヘルバー and エルンスト・バイアー                 | イルゼ・パウージン and エーリヒ・パウージン             | インゲ・コッホ and ギュンター・ノアック                       |
| 1939      | ブダペスト                        | マキシ・ヘルバー and エルンスト・バイアー                 | イルゼ・パウージン and エーリヒ・パウージン             | インゲ・コッホ and ギュンター・ノアック                       |
| 1940–1946 | 第二次世界大戦により中止          | 第二次世界大戦により中止                                  | 第二次世界大戦により中止                                | 第二次世界大戦により中止                                      |
| 1947      | ストックホルム                    | ミシュリーヌ・ラノア and ピエール・ボーニエ               | キャロル・ケネディ and ピーター・ケネディ               | スザンヌ・ディスクヴ and エドモンド・フェルビュステル         |
| 1948      | ダボス                            | ミシュリーヌ・ラノア and ピエール・ボーニエ               | ケーケシ・アンドレア and キラーイ・エデ                 | スザンヌ・モロー and ウォーリス・ディーステルマイヤー         |
| 1949      | パリ                              | ケーケシ・アンドレア and キラーイ・エデ                   | キャロル・ケネディ and ピーター・ケネディ               | アン・デイヴィス and カールトン・ホフナー                     |
| 1950      | ロンドン                          | キャロル・ケネディ and ピーター・ケネディ                 | ジェニファー・ニックス and ジョン・ニックス             | ナジ・マリアンナ and ナジ・ラースロー                         |
| 1951      | ミラノ                            | リア・ファルク and パウル・ファルク                       | キャロル・ケネディ and ピーター・ケネディ               | ジェニファー・ニックス and ジョン・ニックス                   |
| 1952      | パリ                              | リア・ファルク and パウル・ファルク                       | キャロル・ケネディ and ピーター・ケネディ               | ジェニファー・ニックス and ジョン・ニックス                   |
| 1953      | ダボス                            | ジェニファー・ニックス and ジョン・ニックス               | フランセス・ダフォ and ノリス・ボーデン                 | ナジ・マリアンナ and ナジ・ラースロー                         |
| 1954      | オスロ                            | フランセス・ダフォ and ノリス・ボーデン                   | シルヴィア・グランディアン and ミシェル・グランディアン | エリザベート・シュバルツ and クルト・オッペルト               |
| 1955      | ウィーン                          | フランセス・ダフォ and ノリス・ボーデン                   | エリザベート・シュバルツ and クルト・オッペルト         | ナジ・マリアンナ and ナジ・ラースロー                         |
| 1956      | ガルミッシュ＝パルテンキルヒェン  | エリザベート・シュバルツ and クルト・オッペルト           | フランセス・ダフォ and ノリス・ボーデン                 | マリカ・キリウス and フランツ・ニンゲル                       |
| 1957      | コロラドスプリングス              | バーバラ・ワグナー and ロバート・ポール                   | マリカ・キリウス and フランツ・ニンゲル                 | マリア・ジェリネク and オットー・ジェリネク                   |
| 1958      | パリ                              | バーバラ・ワグナー and ロバート・ポール                   | ヴェラ・スハーンコヴァー and ズデニェク・ドレジャル     | マリア・ジェリネク and オットー・ジェリネク                   |
| 1959      | コロラドスプリングス              | バーバラ・ワグナー and ロバート・ポール                   | マリカ・キリウス and ハンス＝ユルゲン・ボイムラー       | ナンシー・ルディントン and ロナルド・ルディントン             |
| 1960      | バンクーバー                      | バーバラ・ワグナー and ロバート・ポール                   | マリア・ジェリネク and オットー・ジェリネク             | マリカ・キリウス and ハンス＝ユルゲン・ボイムラー             |
| 1961      | サベナ航空548便墜落事故により中止 | サベナ航空548便墜落事故により中止                         | サベナ航空548便墜落事故により中止                       | サベナ航空548便墜落事故により中止                             |
| 1962      | プラハ                            | マリア・ジェリネク and オットー・ジェリネク               | リュドミラ・ベルソワ and オレグ・プロトポポフ           | マルグレート・ゲーブル and フランツ・ニンゲル                 |
| 1963      | コルティーナ・ダンペッツォ        | マリカ・キリウス and ハンス＝ユルゲン・ボイムラー         | リュドミラ・ベルソワ and オレグ・プロトポポフ           | タチヤナ・ジュク and アレクサンドル・ガフリロフ               |
| 1964      | ドルトムント                      | マリカ・キリウス and ハンス＝ユルゲン・ボイムラー         | リュドミラ・ベルソワ and オレグ・プロトポポフ           | デビー・ウィルクス and ギー・レベル                           |
| 1965      | コロラドスプリングス              | リュドミラ・ベルソワ and オレグ・プロトポポフ             | ヴィヴィアン・ジョゼフ and ロナルド・ジョゼフ           | タチヤナ・ジュク and アレクサンドル・ゴレリク                 |
| 1966      | ダボス                            | リュドミラ・ベルソワ and オレグ・プロトポポフ             | タチヤナ・ジュク and アレクサンドル・ゴレリク           | シンシア・カウフマン and ロナルド・カウフマン                 |
| 1967      | ウィーン                          | リュドミラ・ベルソワ and オレグ・プロトポポフ             | マーゴット・グロクシュバー and ヴォルフガング・ダンネ   | シンシア・カウフマン and ロナルド・カウフマン                 |
| 1968      | ジュネーヴ                        | リュドミラ・ベルソワ and オレグ・プロトポポフ             | タチヤナ・ジュク and アレクサンドル・ゴレリク           | シンシア・カウフマン and ロナルド・カウフマン                 |
| 1969      | コロラドスプリングス              | イリーナ・ロドニナ and アレクセイ・ウラノフ               | タマラ・モスクビナ and アレクセイ・ミーシン             | リュドミラ・ベルソワ and オレグ・プロトポポフ                 |
| 1970      | リュブリャナ                      | イリーナ・ロドニナ and アレクセイ・ウラノフ               | リュドミラ・スミルノワ and アンドレイ・スライキン       | ハイデマリー・シュタイナー and ハインツ・ウルリヒ・ヴァルター |
| 1971      | リヨン                            | イリーナ・ロドニナ and アレクセイ・ウラノフ               | リュドミラ・スミルノワ and アンドレイ・スライキン       | アリシア・スターバック and ケニス・シェリー                   |
| 1972      | カルガリー                        | イリーナ・ロドニナ and アレクセイ・ウラノフ               | リュドミラ・スミルノワ and アンドレイ・スライキン       | アリシア・スターバック and ケニス・シェリー                   |
| 1973      | ブラチスラヴァ                    | イリーナ・ロドニナ and アレクサンドル・ザイツェフ         | リュドミラ・スミルノワ and アレクセイ・ウラノフ         | マヌエラ・グロス and ウーベ・カゲルマン                       |
| 1974      | ミュンヘン                        | イリーナ・ロドニナ and アレクサンドル・ザイツェフ         | リュドミラ・スミルノワ and アレクセイ・ウラノフ         | ロミー・ケルマー and ロルフ・エステルライヒ                   |
| 1975      | コロラドスプリングス              | イリーナ・ロドニナ and アレクサンドル・ザイツェフ         | ロミー・ケルマー and ロルフ・エステルライヒ             | マヌエラ・グロス and ウーベ・カゲルマン                       |
| 1976      | イエテボリ                        | イリーナ・ロドニナ and アレクサンドル・ザイツェフ         | ロミー・ケルマー and ロルフ・エステルライヒ             | イリーナ・ボロビエワ and アレクサンドル・ウラソフ             |
| 1977      | 東京                              | イリーナ・ロドニナ and アレクサンドル・ザイツェフ         | イリーナ・ボロビエワ and アレクサンドル・ウラソフ       | タイ・バビロニア and ランディ・ガードナー                     |
| 1978      | オタワ                            | イリーナ・ロドニナ and アレクサンドル・ザイツェフ         | マヌエラ・マガー and ウーベ・ベーベルスドルフ           | タイ・バビロニア and ランディ・ガードナー                     |
| 1979      | ウィーン                          | タイ・バビロニア and ランディ・ガードナー                 | マリナ・チェルカソワ and セルゲイ・シャフライ           | サビーネ・ベース and タシーロ・ティールバッハ                 |
| 1980      | ドルトムント                      | マリナ・チェルカソワ and セルゲイ・シャフライ             | マヌエラ・マガー and ウーベ・ベーベルスドルフ           | マリナ・ペストワ and スタニスラフ・レオノビッチ               |
| 1981      | ハートフォード                    | イリーナ・ボロビエワ and イゴール・リソフスキー           | サビーネ・ベース and タシーロ・ティールバッハ           | クリスティーナ・リーゲル and アンドレアス・ニシュヴィッツ     |
| 1982      | コペンハーゲン                    | サビーネ・ベース and タシーロ・ティールバッハ             | マリナ・ペストワ and スタニスラフ・レオノビッチ         | キティ・カルザース and ピーター・カルザース                   |
| 1983      | ヘルシンキ                        | エレーナ・ワロワ and オレグ・ワシリエフ                   | サビーネ・ベース and タシーロ・ティールバッハ           | バーバラ・アンダーヒル and ポール・マルティーニ               |
| 1984      | オタワ                            | バーバラ・アンダーヒル and ポール・マルティーニ           | エレーナ・ワロワ and オレグ・ワシリエフ                 | サビーネ・ベース and タシーロ・ティールバッハ                 |
| 1985      | 東京                              | エレーナ・ワロワ and オレグ・ワシリエフ                   | ラリサ・セレズネワ and オレグ・マカロフ                 | カタリーナ・マトウセク and ロイド・アイスラー                 |
| 1986      | ジュネーヴ                        | エカテリーナ・ゴルデーワ and セルゲイ・グリンコフ         | エレーナ・ワロワ and オレグ・ワシリエフ                 | シンシア・クール and マーク・ローゾン                         |
| 1987      | シンシナティ                      | エカテリーナ・ゴルデーワ and セルゲイ・グリンコフ         | エレーナ・ワロワ and オレグ・ワシリエフ                 | ジル・ワトソン and ピーター・オペガード                       |
| 1988      | ブダペスト                        | エレーナ・ワロワ and オレグ・ワシリエフ                   | エカテリーナ・ゴルデーワ and セルゲイ・グリンコフ       | ラリサ・セレズネワ and オレグ・マカロフ                       |
| 1989      | パリ                              | エカテリーナ・ゴルデーワ and セルゲイ・グリンコフ         | シンディー・ランドリー and リンドン・ジョンストン       | エレーナ・ベチケ and デニス・ペトロフ                         |
| 1990      | ハリファックス                    | エカテリーナ・ゴルデーワ and セルゲイ・グリンコフ         | イザベル・ブラスール and ロイド・アイスラー             | ナタリヤ・ミシュクテノク and アルトゥール・ドミトリエフ       |
| 1991      | ミュンヘン                        | ナタリヤ・ミシュクテノク and アルトゥール・ドミトリエフ   | イザベル・ブラスール and ロイド・アイスラー             | ナターシャ・クチキ and トッド・サンド                         |
| 1992      | オークランド                      | ナタリヤ・ミシュクテノク and アルトゥール・ドミトリエフ   | ラトカ・コヴァジーコヴァー and レネ・ノヴォトニー       | イザベル・ブラスール and ロイド・アイスラー                   |
| 1993      | プラハ                            | イザベル・ブラスール and ロイド・アイスラー               | マンディ・ベッツェル and インゴ・シュトイアー           | エフゲーニヤ・シシコワ and ヴァディム・ナウモフ               |
| 1994      | 千葉                              | エフゲーニヤ・シシコワ and ヴァディム・ナウモフ           | イザベル・ブラスール and ロイド・アイスラー             | マリナ・エルツォワ and アンドレイ・ブシュコフ                 |
| 1995      | バーミンガム                      | ラトカ・コヴァジーコヴァー and レネ・ノヴォトニー         | エフゲーニヤ・シシコワ and ヴァディム・ナウモフ         | ジェニー・メノー and トッド・サンド                           |
| 1996      | エドモントン                      | マリナ・エルツォワ and アンドレイ・ブシュコフ             | マンディ・ベッツェル and インゴ・シュトイアー           | ジェニー・メノー and トッド・サンド                           |
| 1997      | ローザンヌ                        | マンディ・ベッツェル and インゴ・シュトイアー             | マリナ・エルツォワ and アンドレイ・ブシュコフ           | オクサナ・カザコワ and アルトゥール・ドミトリエフ             |
| 1998      | ミネアポリス                      | エレーナ・ベレズナヤ and アントン・シハルリドゼ           | ジェニー・メノー and トッド・サンド                     | ペギー・シュヴァルツ and ミルコ・ミュラー                     |
| 1999      | ヘルシンキ                        | エレーナ・ベレズナヤ and アントン・シハルリドゼ           | 申雪 and 趙宏博                                         | ドロタ・ザゴルスカ and マリウス・シュデク                     |
| 2000      | ニース                            | マリア・ペトロワ and アレクセイ・ティホノフ               | 申雪 and 趙宏博                                         | サラ・アビトボル and ステファン・ベルナディス                 |
| 2001      | バンクーバー                      | ジェイミー・サレー and デヴィッド・ペルティエ             | エレーナ・ベレズナヤ and アントン・シハルリドゼ         | 申雪 and 趙宏博                                               |
| 2002      | 長野                              | 申雪 and 趙宏博                                           | タチアナ・トトミアニナ and マキシム・マリニン           | 伊奈恭子 and ジョン・ジマーマン                               |
| 2003      | ワシントンD.C.                    | 申雪 and 趙宏博                                           | タチアナ・トトミアニナ and マキシム・マリニン           | マリア・ペトロワ and アレクセイ・ティホノフ                   |
| 2004      | ドルトムント                      | タチアナ・トトミアニナ and マキシム・マリニン             | 申雪 and 趙宏博                                         | 龐清 and 佟健                                                 |
| 2005      | モスクワ                          | タチアナ・トトミアニナ and マキシム・マリニン             | マリア・ペトロワ and アレクセイ・ティホノフ             | 張丹 and 張昊                                                 |
| 2006      | カルガリー                        | 龐清 and 佟健                                             | 張丹 and 張昊                                           | マリア・ペトロワ and アレクセイ・ティホノフ                   |
| 2007      | 東京                              | 申雪 and 趙宏博                                           | 龐清 and 佟健                                           | アリオナ・サフチェンコ and ロビン・ゾルコーヴィ               |
| 2008      | ヨーテボリ                        | アリオナ・サフチェンコ and ロビン・ゾルコーヴィ           | 張丹 and 張昊                                           | ジェシカ・デュベ and ブライス・デイヴィソン                   |
| 2009      | ロサンゼルス                      | アリオナ・サフチェンコ and ロビン・ゾルコーヴィ           | 張丹 and 張昊                                           | 川口悠子 and アレクサンドル・スミルノフ                       |
| 2010      | トリノ                            | 龐清 and 佟健                                             | アリオナ・サフチェンコ and ロビン・ゾルコーヴィ         | 川口悠子 and アレクサンドル・スミルノフ                       |
| 2011      | モスクワ                          | アリオナ・サフチェンコ and ロビン・ゾルコーヴィ           | タチアナ・ボロソジャル and マキシム・トランコフ         | 龐清 and 佟健                                                 |
| 2012      | ニース                            | アリオナ・サフチェンコ and ロビン・ゾルコーヴィ           | タチアナ・ボロソジャル and マキシム・トランコフ         | 高橋成美 and マーヴィン・トラン                               |
| 2013      | ロンドン                          | タチアナ・ボロソジャル and マキシム・トランコフ           | アリオナ・サフチェンコ and ロビン・ゾルコーヴィ         | メーガン・デュハメル and エリック・ラドフォード               |
| 2014      | さいたま                          | アリオナ・サフチェンコ and ロビン・ゾルコーヴィ           | クセニヤ・ストルボワ and ヒョードル・クリモフ           | メーガン・デュハメル and エリック・ラドフォード               |
| 2015      | 上海                              | メーガン・デュハメル and エリック・ラドフォード           | 隋文静 and 韓聰                                         | 龐清 and 佟健                                                 |
| 2016      | ボストン                          | メーガン・デュハメル and エリック・ラドフォード           | 隋文静 and 韓聰                                         | アリオナ・サフチェンコ and ブリュノ・マッソ                   |
| 2017      | ヘルシンキ                        | 隋文静 and 韓聰                                           | アリオナ・サフチェンコ and ブリュノ・マッソ             | エフゲーニヤ・タラソワ and ウラジミール・モロゾフ             |
| 2018      | ミラノ                            | アリオナ・サフチェンコ and ブリュノ・マッソ               | エフゲーニヤ・タラソワ and ウラジミール・モロゾフ       | ヴァネッサ・ジェームス and モルガン・シプレ                   |
| 2019      | さいたま                          | 隋文静 and 韓聰                                           | エフゲーニヤ・タラソワ and ウラジミール・モロゾフ       | ナタリア・ザビアコ and アレクサンドル・エンベルト             |
| 2020      | COVID-19の世界的大流行により中止  | COVID-19の世界的大流行により中止                          | COVID-19の世界的大流行により中止                        | COVID-19の世界的大流行により中止                              |
| 2021      | ストックホルム                    | FSR アナスタシヤ・ミーシナ and アレクサンドル・ガリャモフ | 隋文静 and 韓聰                                         | FSR アレクサンドラ・ボイコワ and ドミトリー・コズロフスキー   |
| 2022      | モンペリエ                        | アレクサ・クニエリム and ブランドン・フレイジャー         | 三浦璃来 and 木原龍一                                   | ヴァネッサ・ジェームス and エリック・ラドフォード             |
| 2023      | さいたま                          | 三浦璃来 and 木原龍一                                     | アレクサ・クニエリム and ブランドン・フレイジャー       | サラ・コンティ and ニッコロ・マチー                           |
| 2024      | モントリオール                    | ディアナ・ステラート・デュデク and マキシム・デシャン     | 三浦璃来 and 木原龍一                                   | ミネルヴァ・ファビアン・ハーゼ and ニキータ・ボロディン       |
| 2025      | ボストン                          | 三浦璃来 and 木原龍一                                     | ミネルヴァ・ファビアン・ハーゼ and ニキータ・ボロディン | サラ・コンティ and ニッコロ・マチー                           |
| 2026      | プラハ                            | —                                                         | —                                                       | —                                                             |

### アイスダンス
| 年   | 開催地                            | 金                                                      | 銀                                                      | 銅                                                      |
| ---- | --------------------------------- | ------------------------------------------------------- | ------------------------------------------------------- | ------------------------------------------------------- |
| 1952 | パリ                              | ジーン・ウエストウッド and ローレンス・デミー           | ジョーン・デュハースト and ジョン・スレーター           | キャロル・ピータース and ダニエル・ライアン             |
| 1953 | ダボス                            | ジーン・ウエストウッド and ローレンス・デミー           | ジョーン・デュハースト and ジョン・スレーター           | キャロル・ピータース and ダニエル・ライアン             |
| 1954 | オスロ                            | ジーン・ウエストウッド and ローレンス・デミー           | ネスタ・デービス and ポール・トマス                     | カーメル・ボーデル and エドワード・ボーデル             |
| 1955 | ウィーン                          | ジーン・ウエストウッド and ローレンス・デミー           | パメラ・ウェイト and ポール・トマス                     | バーバラ・ラドフォード and レイモンド・ロックウッド     |
| 1956 | ガルミッシュ＝パルテンキルヒェン  | パメラ・ウェイト and ポール・トマス                     | ジューン・マーカム and コートニー・ジョーンズ           | バーバラ・トンプソン and ジェラード・リグビー           |
| 1957 | コロラドスプリングス              | ジューン・マーカム and コートニー・ジョーンズ           | ジェラルディン・フェントン and ウイリアム・マクラクラン | シャロン・マッケンジー and バート・ライト               |
| 1958 | パリ                              | ジューン・マーカム and コートニー・ジョーンズ           | ジェラルディン・フェントン and ウイリアム・マクラクラン | アンドレー・アンダーソン and ドナルド・ジャコビー       |
| 1959 | コロラドスプリングス              | ドレーン・デニー and コートニー・ジョーンズ             | アンドレー・アンダーソン and ドナルド・ジャコビー       | ジェラルディン・フェントン and ウイリアム・マクラクラン |
| 1960 | バンクーバー                      | ドレーン・デニー and コートニー・ジョーンズ             | ヴァージニア・トンプソン and ウイリアム・マクラクラン   | クリスティアーヌ・ギュエル and ジャン・ポール・ギュエル |
| 1961 | サベナ航空548便墜落事故により中止 | サベナ航空548便墜落事故により中止                       | サベナ航空548便墜落事故により中止                       | サベナ航空548便墜落事故により中止                       |
| 1962 | プラハ                            | エヴァ・ロマノワ and パーヴェル・ロマン                 | クリスティアーヌ・ギュエル and ジャン・ポール・ギュエル | ヴァージニア・トンプソン and ウイリアム・マクラクラン   |
| 1963 | コルティーナ・ダンペッツォ        | エヴァ・ロマノワ and パーヴェル・ロマン                 | リンダ・シャーマン and マイケル・フィリップス           | ポーレット・ドーン and ケネス・オームズビー             |
| 1964 | ドルトムント                      | エヴァ・ロマノワ and パーヴェル・ロマン                 | ポーレット・ドーン and ケネス・オームズビー             | ジャネット・ソーブリッジ and デヴィッド・ヒッキンボトム |
| 1965 | コロラドスプリングス              | エヴァ・ロマノワ and パーヴェル・ロマン                 | ジャネット・ソーブリッジ and デヴィッド・ヒッキンボトム | ローナ・ダイアー and ジョン・キャレル                   |
| 1966 | ダボス                            | ダイアン・トウラー and バーナード・フォード             | クリスティン・フォーチュン and デニス・スヴェウム       | ローナ・ダイアー and ジョン・キャレル                   |
| 1967 | ウィーン                          | ダイアン・トウラー and バーナード・フォード             | ローナ・ダイアー and ジョン・キャレル                   | イボンヌ・シュディック and マルコム・キャノン           |
| 1968 | ジュネーヴ                        | ダイアン・トウラー and バーナード・フォード             | イボンヌ・シュディック and マルコム・キャノン           | ジャネット・ソーブリッジ and ジョン・レーン             |
| 1969 | コロラドスプリングス              | ダイアン・トウラー and バーナード・フォード             | リュドミラ・パホモワ and アレクサンドル・ゴルシコフ     | ジュディ・シュヴォマイヤー and ジェームス・スラドキー   |
| 1970 | リュブリャナ                      | リュドミラ・パホモワ and アレクサンドル・ゴルシコフ     | ジュディ・シュヴォマイヤー and ジェームス・スラドキー   | アンゲリーカ・ブック and エーリヒ・ブック               |
| 1971 | リヨン                            | リュドミラ・パホモワ and アレクサンドル・ゴルシコフ     | アンゲリーカ・ブック and エーリヒ・ブック               | ジュディ・シュヴォマイヤー and ジェームス・スラドキー   |
| 1972 | カルガリー                        | リュドミラ・パホモワ and アレクサンドル・ゴルシコフ     | アンゲリーカ・ブック and エーリヒ・ブック               | ジュディ・シュヴォマイヤー and ジェームス・スラドキー   |
| 1973 | ブラチスラヴァ                    | リュドミラ・パホモワ and アレクサンドル・ゴルシコフ     | アンゲリーカ・ブック and エーリヒ・ブック               | ヒラリー・グリーン and グリン・ワッツ                   |
| 1974 | ミュンヘン                        | リュドミラ・パホモワ and アレクサンドル・ゴルシコフ     | ヒラリー・グリーン and グリン・ワッツ                   | ナタリア・リニチュク and ゲンナジー・カルポノソフ       |
| 1975 | コロラドスプリングス              | イリーナ・モイセーワ and アンドレイ・ミネンコフ         | コリーン・オコーナー and ジェームズ・ミルンズ           | ヒラリー・グリーン and グリン・ワッツ                   |
| 1976 | イエテボリ                        | リュドミラ・パホモワ and アレクサンドル・ゴルシコフ     | イリーナ・モイセーワ and アンドレイ・ミネンコフ         | コリーン・オコーナー and ジェームズ・ミルンズ           |
| 1977 | 東京                              | イリーナ・モイセーワ and アンドレイ・ミネンコフ         | ジャネット・トンプソン and ワレン・マックスウェル       | ナタリア・リニチュク and ゲンナジー・カルポノソフ       |
| 1978 | オタワ                            | ナタリア・リニチュク and ゲンナジー・カルポノソフ       | イリーナ・モイセーワ and アンドレイ・ミネンコフ         | レゲーツィ・クリスチナ and シャライ・アンドラーシュ     |
| 1979 | ウィーン                          | ナタリア・リニチュク and ゲンナジー・カルポノソフ       | レゲーツィ・クリスチナ and シャライ・アンドラーシュ     | イリーナ・モイセーワ and アンドレイ・ミネンコフ         |
| 1980 | ドルトムント                      | レゲーツィ・クリスチナ and シャライ・アンドラーシュ     | ナタリア・リニチュク and ゲンナジー・カルポノソフ       | イリーナ・モイセーワ and アンドレイ・ミネンコフ         |
| 1981 | ハートフォード                    | ジェーン・トービル and クリストファー・ディーン         | イリーナ・モイセーワ and アンドレイ・ミネンコフ         | ナタリア・ベステミアノワ and アンドレイ・ブキン         |
| 1982 | コペンハーゲン                    | ジェーン・トービル and クリストファー・ディーン         | ナタリア・ベステミアノワ and アンドレイ・ブキン         | イリーナ・モイセーワ and アンドレイ・ミネンコフ         |
| 1983 | ヘルシンキ                        | ジェーン・トービル and クリストファー・ディーン         | ナタリア・ベステミアノワ and アンドレイ・ブキン         | ジュディ・ブルンバーグ and マイケル・シーバート         |
| 1984 | オタワ                            | ジェーン・トービル and クリストファー・ディーン         | ナタリア・ベステミアノワ and アンドレイ・ブキン         | ジュディ・ブルンバーグ and マイケル・シーバート         |
| 1985 | 東京                              | ナタリア・ベステミアノワ and アンドレイ・ブキン         | マリナ・クリモワ and セルゲイ・ポノマレンコ             | ジュディ・ブルンバーグ and マイケル・シーバート         |
| 1986 | ジュネーヴ                        | ナタリア・ベステミアノワ and アンドレイ・ブキン         | マリナ・クリモワ and セルゲイ・ポノマレンコ             | トレイシー・ウィルソン and ロバート・マッコール         |
| 1987 | シンシナティ                      | ナタリア・ベステミアノワ and アンドレイ・ブキン         | マリナ・クリモワ and セルゲイ・ポノマレンコ             | トレイシー・ウィルソン and ロバート・マッコール         |
| 1988 | ブダペスト                        | ナタリア・ベステミアノワ and アンドレイ・ブキン         | マリナ・クリモワ and セルゲイ・ポノマレンコ             | トレイシー・ウィルソン and ロバート・マッコール         |
| 1989 | パリ                              | マリナ・クリモワ and セルゲイ・ポノマレンコ             | マイア・ウソワ and アレクサンドル・ズーリン             | イザベル・デュシュネー and ポール・デュシュネー         |
| 1990 | ハリファックス                    | マリナ・クリモワ and セルゲイ・ポノマレンコ             | イザベル・デュシュネー and ポール・デュシュネー         | マイア・ウソワ and アレクサンドル・ズーリン             |
| 1991 | ミュンヘン                        | イザベル・デュシュネー and ポール・デュシュネー         | マリナ・クリモワ and セルゲイ・ポノマレンコ             | マイア・ウソワ and アレクサンドル・ズーリン             |
| 1992 | オークランド                      | マリナ・クリモワ and セルゲイ・ポノマレンコ             | マイア・ウソワ and アレクサンドル・ズーリン             | パーシャ・グリシュク and エフゲニー・プラトフ           |
| 1993 | プラハ                            | マイア・ウソワ and アレクサンドル・ズーリン             | パーシャ・グリシュク and エフゲニー・プラトフ           | アンジェリカ・クリロワ and ウラジミール・フェドロフ     |
| 1994 | 千葉                              | パーシャ・グリシュク and エフゲニー・プラトフ           | ソフィー・モニオット and パスカル・ラヴァンシー         | スザンナ・ラハカモ and ペトリ・コッコ                   |
| 1995 | バーミンガム                      | パーシャ・グリシュク and エフゲニー・プラトフ           | スザンナ・ラハカモ and ペトリ・コッコ                   | ソフィー・モニオット and パスカル・ラヴァンシー         |
| 1996 | エドモントン                      | パーシャ・グリシュク and エフゲニー・プラトフ           | アンジェリカ・クリロワ and オレグ・オフシアンニコフ     | シェイ＝リーン・ボーン and ヴィクター・クラーツ         |
| 1997 | ローザンヌ                        | パーシャ・グリシュク and エフゲニー・プラトフ           | アンジェリカ・クリロワ and オレグ・オフシアンニコフ     | シェイ＝リーン・ボーン and ヴィクター・クラーツ         |
| 1998 | ミネアポリス                      | アンジェリカ・クリロワ and オレグ・オフシアンニコフ     | マリナ・アニシナ and グウェンダル・ペーゼラ             | シェイ＝リーン・ボーン and ヴィクター・クラーツ         |
| 1999 | ヘルシンキ                        | アンジェリカ・クリロワ and オレグ・オフシアンニコフ     | マリナ・アニシナ and グウェンダル・ペーゼラ             | シェイ＝リーン・ボーン and ヴィクター・クラーツ         |
| 2000 | ニース                            | マリナ・アニシナ and グウェンダル・ペーゼラ             | バーバラ・フーザル＝ポリ and マウリツィオ・マルガリオ   | マルガリータ・ドロビアツコ and ポヴィラス・ヴァナガス   |
| 2001 | バンクーバー                      | バーバラ・フーザル＝ポリ and マウリツィオ・マルガリオ   | マリナ・アニシナ and グウェンダル・ペーゼラ             | イリーナ・ロバチェワ and イリヤ・アベルブフ             |
| 2002 | 長野                              | イリーナ・ロバチェワ and イリヤ・アベルブフ             | シェイ＝リーン・ボーン and ヴィクター・クラーツ         | ガリト・チャイト and セルゲイ・サフノフスキー           |
| 2003 | ワシントンD.C.                    | シェイ＝リーン・ボーン and ヴィクター・クラーツ         | イリーナ・ロバチェワ and イリヤ・アベルブフ             | アルベナ・デンコヴァ and マキシム・スタビスキー         |
| 2004 | ドルトムント                      | タチアナ・ナフカ and ロマン・コストマロフ               | アルベナ・デンコヴァ and マキシム・スタビスキー         | カティ・ウィンクラー and レネ・ローゼ                   |
| 2005 | モスクワ                          | タチアナ・ナフカ and ロマン・コストマロフ               | タニス・ベルビン and ベンジャミン・アゴスト             | エレーナ・グルシナ and ルスラン・ゴンチャロフ           |
| 2006 | カルガリー                        | アルベナ・デンコヴァ and マキシム・スタビスキー         | マリー＝フランス・デュブレイユ and パトリス・ローゾン   | タニス・ベルビン and ベンジャミン・アゴスト             |
| 2007 | 東京                              | アルベナ・デンコヴァ and マキシム・スタビスキー         | マリー＝フランス・デュブレイユ and パトリス・ローゾン   | タニス・ベルビン and ベンジャミン・アゴスト             |
| 2008 | イエテボリ                        | イザベル・ドロベル and オリヴィエ・シェーンフェルダー   | テッサ・ヴァーチュ and スコット・モイア                 | ヤナ・ホフロワ and セルゲイ・ノビツキー                 |
| 2009 | ロサンゼルス                      | オクサナ・ドムニナ and マキシム・シャバリン             | タニス・ベルビン and ベンジャミン・アゴスト             | テッサ・ヴァーチュ and スコット・モイア                 |
| 2010 | トリノ                            | テッサ・ヴァーチュ and スコット・モイア                 | メリル・デイヴィス and チャーリー・ホワイト             | フェデリカ・ファイエラ and マッシモ・スカリ             |
| 2011 | モスクワ                          | メリル・デイヴィス and チャーリー・ホワイト             | テッサ・ヴァーチュ and スコット・モイア                 | マイア・シブタニ and アレックス・シブタニ               |
| 2012 | ニース                            | テッサ・ヴァーチュ and スコット・モイア                 | メリル・デイヴィス and チャーリー・ホワイト             | ナタリー・ペシャラ and ファビアン・ブルザ               |
| 2013 | ロンドン                          | メリル・デイヴィス and チャーリー・ホワイト             | テッサ・ヴァーチュ and スコット・モイア                 | エカテリーナ・ボブロワ and ドミトリー・ソロビエフ       |
| 2014 | さいたま                          | アンナ・カッペリーニ and ルカ・ラノッテ                 | ケイトリン・ウィーバー and アンドリュー・ポジェ         | ナタリー・ペシャラ and ファビアン・ブルザ               |
| 2015 | 上海                              | ガブリエラ・パパダキス and ギヨーム・シゼロン           | マディソン・チョック and エヴァン・ベイツ               | ケイトリン・ウィーバー and アンドリュー・ポジェ         |
| 2016 | ボストン                          | ガブリエラ・パパダキス and ギヨーム・シゼロン           | マイア・シブタニ and アレックス・シブタニ               | マディソン・チョック and エヴァン・ベイツ               |
| 2017 | ヘルシンキ                        | テッサ・ヴァーチュ and スコット・モイア                 | ガブリエラ・パパダキス and ギヨーム・シゼロン           | マイア・シブタニ and アレックス・シブタニ               |
| 2018 | ミラノ                            | ガブリエラ・パパダキス and ギヨーム・シゼロン           | マディソン・ハベル and ザカリー・ダナヒュー             | ケイトリン・ウィーバー and アンドリュー・ポジェ         |
| 2019 | さいたま                          | ガブリエラ・パパダキス and ギヨーム・シゼロン           | ヴィクトリヤ・シニツィナ and ニキータ・カツァラポフ     | マディソン・ハベル and ザカリー・ダナヒュー             |
| 2020 | COVID-19の世界的大流行により中止  | COVID-19の世界的大流行により中止                        | COVID-19の世界的大流行により中止                        | COVID-19の世界的大流行により中止                        |
| 2021 | ストックホルム                    | FSR ヴィクトリヤ・シニツィナ and ニキータ・カツァラポフ | マディソン・ハベル and ザカリー・ダナヒュー             | パイパー・ギレス and ポール・ポワリエ                   |
| 2022 | モンペリエ                        | ガブリエラ・パパダキス and ギヨーム・シゼロン           | マディソン・ハベル and ザカリー・ダナヒュー             | マディソン・チョック and エヴァン・ベイツ               |
| 2023 | さいたま                          | マディソン・チョック and エヴァン・ベイツ               | シャルレーヌ・ギニャール and マルコ・ファッブリ         | パイパー・ギレス and ポール・ポワリエ                   |
| 2024 | モントリオール                    | マディソン・チョック and エヴァン・ベイツ               | パイパー・ギレス and ポール・ポワリエ                   | シャルレーヌ・ギニャール and マルコ・ファッブリ         |
| 2025 | ボストン                          | マディソン・チョック and エヴァン・ベイツ               | パイパー・ギレス and ポール・ポワリエ                   | ライラ・フィアー and ルイス・ギブソン                   |
| 2026 | プラハ                            | —                                                       | —                                                       | —                                                       |

## 各国メダル数
- ドイツは西ドイツ時代を含む。

### 男子シングル
| 順   | 国・地域         | 金  | 銀  | 銅  | 計  |
| ---- | ---------------- | --- | --- | --- | --- |
| 1    | アメリカ合衆国   | 29  | 21  | 21  | 71  |
| 2    | オーストリア     | 22  | 16  | 15  | 53  |
| 3    | スウェーデン     | 15  | 4   | 3   | 22  |
| 4    | カナダ           | 14  | 13  | 6   | 33  |
| 5    | ロシア           | 7   | 4   | 6   | 17  |
| 6    | 日本             | 5   | 13  | 6   | 24  |
| 7    | ソビエト連邦     | 4   | 7   | 7   | 18  |
| 8    | ドイツ           | 3   | 11  | 10  | 24  |
| 9    | フランス         | 3   | 7   | 11  | 21  |
| 10   | チェコスロバキア | 3   | 3   | 1   | 7   |
| 11   | スイス           | 3   | 1   | 2   | 6   |
| 12   | イギリス         | 2   | 8   | 5   | 15  |
| 13   | 東ドイツ         | 2   | 2   | 4   | 8   |
| 14   | スペイン         | 2   | 0   | 2   | 4   |
| 15   | ウクライナ       | 1   | 0   | 1   | 2   |
| 16   | ハンガリー       | 0   | 2   | 6   | 8   |
| 17   | カザフスタン     | 0   | 2   | 1   | 3   |
| 18   | 韓国             | 0   | 1   | 0   | 1   |
| 19   | 中国             | 0   | 0   | 2   | 2   |
| 20   | フィンランド     | 0   | 0   | 1   | 1   |
| 20   | イタリア         | 0   | 0   | 1   | 1   |
| 20   | ノルウェー       | 0   | 0   | 1   | 1   |
| 20   | ポーランド       | 0   | 0   | 1   | 1   |
| 合計 | 合計             | 115 | 115 | 113 | 343 |

### 女子シングル
| 順   | 国・地域         | 金  | 銀  | 銅  | 計  |
| ---- | ---------------- | --- | --- | --- | --- |
| 1    | アメリカ合衆国   | 27  | 24  | 25  | 76  |
| 2    | 日本             | 11  | 6   | 8   | 25  |
| 3    | ノルウェー       | 10  | 1   | 2   | 13  |
| 4    | 東ドイツ         | 9   | 8   | 2   | 19  |
| 5    | オーストリア     | 7   | 17  | 12  | 36  |
| 6    | ロシア           | 7   | 6   | 7   | 20  |
| 7    | ハンガリー       | 7   | 1   | 3   | 11  |
| 8    | イギリス         | 6   | 9   | 7   | 22  |
| 9    | カナダ           | 5   | 6   | 5   | 16  |
| 10   | オランダ         | 4   | 1   | 3   | 8   |
| 11   | 韓国             | 2   | 3   | 4   | 9   |
| 12   | チェコスロバキア | 2   | 0   | 3   | 5   |
| 13   | ドイツ           | 1   | 8   | 4   | 13  |
| 14   | フランス         | 1   | 4   | 2   | 7   |
| 15   | イタリア         | 1   | 2   | 4   | 7   |
| 16   | 中国             | 1   | 1   | 2   | 4   |
| 17   | FSR              | 1   | 1   | 1   | 3   |
| 18   | スイス           | 1   | 0   | 0   | 1   |
| 18   | ウクライナ       | 1   | 0   | 0   | 1   |
| 20   | スウェーデン     | 0   | 2   | 5   | 7   |
| 21   | ソビエト連邦     | 0   | 2   | 1   | 3   |
| 22   | ベルギー         | 0   | 1   | 1   | 2   |
| 23   | カザフスタン     | 0   | 1   | 0   | 1   |
| 24   | フィンランド     | 0   | 0   | 1   | 1   |
| 合計 | 合計             | 105 | 104 | 102 | 311 |

### ペア
| 順   | 国・地域         | 金  | 銀  | 銅  | 計  |
| ---- | ---------------- | --- | --- | --- | --- |
| 1    | ソビエト連邦     | 25  | 19  | 8   | 52  |
| 2    | ドイツ           | 18  | 11  | 13  | 42  |
| 3    | カナダ           | 14  | 7   | 13  | 33  |
| 4    | ロシア           | 8   | 11  | 10  | 29  |
| 5    | オーストリア     | 7   | 13  | 7   | 27  |
| 6    | 中国             | 7   | 10  | 5   | 22  |
| 7    | ハンガリー       | 5   | 3   | 5   | 13  |
| 8    | フランス         | 4   | 1   | 2   | 7   |
| 9    | アメリカ合衆国   | 3   | 7   | 17  | 27  |
| 10   | フィンランド     | 3   | 4   | 0   | 7   |
| 11   | イギリス         | 3   | 3   | 5   | 11  |
| 12   | 日本             | 2   | 3   | 1   | 6   |
| 13   | ベルギー         | 2   | 0   | 1   | 3   |
| 14   | 東ドイツ         | 1   | 6   | 6   | 13  |
| 15   | FSR              | 1   | 0   | 1   | 2   |
| 16   | チェコ           | 1   | 0   | 0   | 1   |
| 17   | チェコスロバキア | 0   | 2   | 1   | 3   |
| 18   | スウェーデン     | 0   | 1   | 3   | 4   |
| 19   | ノルウェー       | 0   | 1   | 2   | 3   |
| 20   | スイス           | 0   | 1   | 0   | 1   |
| 21   | ポーランド       | 0   | 0   | 1   | 1   |
| 22   | イタリア         | 0   | 0   | 2   | 2   |
| 合計 | 合計             | 104 | 103 | 102 | 309 |

### アイスダンス
| 順   | 国・地域         | 金 | 銀 | 銅 | 計  |
| ---- | ---------------- | -- | -- | -- | --- |
| 1    | イギリス         | 17 | 10 | 8  | 35  |
| 2    | ソビエト連邦     | 16 | 14 | 8  | 38  |
| 3    | ロシア           | 11 | 5  | 4  | 20  |
| 4    | フランス         | 8  | 7  | 5  | 20  |
| 5    | アメリカ合衆国   | 6  | 14 | 21 | 41  |
| 6    | カナダ           | 4  | 14 | 15 | 33  |
| 7    | イタリア         | 2  | 2  | 3  | 7   |
| 8    | チェコスロバキア | 4  | 0  | 0  | 4   |
| 9    | ブルガリア       | 2  | 1  | 1  | 4   |
| 10   | 独立国家共同体   | 1  | 1  | 1  | 3   |
| 10   | ハンガリー       | 1  | 1  | 1  | 3   |
| 12   | FSR              | 1  | 0  | 0  | 1   |
| 13   | ドイツ           | 0  | 3  | 2  | 5   |
| 14   | フィンランド     | 0  | 1  | 1  | 2   |
| 15   | イスラエル       | 0  | 0  | 1  | 1   |
| 15   | リトアニア       | 0  | 0  | 1  | 1   |
| 15   | ウクライナ       | 0  | 0  | 1  | 1   |
| 合計 | 合計             | 73 | 73 | 73 | 219 |

### 公式リザルト
- 2001年/2002年/2003年/2004年/2005年/2006年/2007年/2008年/2009年/2010年/2011年/2012年/2013年/2014年/2015年/2016年/2017年/2018年/2019年/2021年/2022年/2023年/2024年/2025年